# Navadni hren
Navadni hren (znanstveno ime Armoracia rusticana, sinonim Cochlearia armoracia) je trajnica iz družine križnic (Brassicaceae), kamor spadata npr. tudi gorčica in zelje. Rastlina verjetno izvira iz jugovzhodne Evrope in zahodne Azije, razširili pa so jo po vsem svetu. Zraste do višine 1,5 metra in jo gojijo predvsem zaradi velike bele korenine, čeprav so užitni tudi listi.
Hren so poznali že v antiki – še danes je viden na stenskih freskah v Pompejih. Z njim se je v svojih spisih o poljedelstvu obširno ukvarjal tudi Kato. V srednji Evropi je hren znan od srednjega veka. V Slovenijo je prišel iz Rusije, od koder izvira tudi njegovo ime. Ko poper še ni bil splošno dostopen in dovolj poceni, je bil z gorčico edina ostra začimba v Evropi.
Ime 'hren' izvira iz starocerkvenoslovanskega xrěnъ, ki pa nima etimološke pojasnitve. Slovanski jeziki so izraz posodili tudi stari visoki nemščini, kasnejši nemščini ('Kren'), ter italijanščini ('cren'). Iz poimenovanja za hren je izpeljano tudi poimenovanje za hrenovko.

## Uporaba hrena v kulinariki
V kulinariki se uporablja korenina. Preden se nareže ali nariba, je skoraj brez vonja, potem pa dobi značilen oster, pekoč vonj. Da nariban hren ne potemni, se mu pogosto doda malo limoninega soka. Oster vonj pri ribanju se lahko omili, če se da hren pred uporabo za nekaj časa v zmrzovalnik. 
Poleg hrena v naravni obliki (korenine) je danes v trgovinah na razpolago nariban, konzerviran hren in razne (bolj ali manj ostre) hrenove omake.
Hren se dodaja k:
- pečenkam, narezkom, klobasam, hrenovkam – nariban hren
- rostbifu, kuhani govedini, jajcem – hrenove omake

## Uporaba hrena v ljudskem zdravilstvu
Hren so že stari narodi uporabljali v zdravilstvu, predvsem svež hrenov koren kot sredstvo proti skorbutu, pri pljučnih, kožnih in mnogih drugih obolenjih. Uporabljali so tudi spomladanske mlade liste kot solato ker imajo oster okus in delujejo čistilno. Spomladanski listi so bogat izvor vitamina C. Preiskusi so pokazali da sveži listi vsebujejo spomladi od 292 do 405 mg askorbinske kisline in do 13,8 mg karotena. Oster okus hrena, zlasti korena, je vsebnost močno hlapljivega, alil-gorčičnega olja.